# Копцик, Владимир Александрович
Владимир Александрович Копцик (26 февраля 1924 года, Иваново — 2 апреля 2005 года) — советский и российский физик, доктор физико-математических наук, заслуженный профессор МГУ, лауреат премии имени Е. С. Фёдорова.

## Биография
Родился 26 февраля 1924 года в Иванове.

В июне 1941 года окончил 9-й класс средней школы № 281 в Москве.

Осенью 1941 года по комсомольской путёвке работал на строительстве противотанковых рвов под Москвой. 

С декабря 1941 года по октябрь 1944 года работал токарем и спекальщиком твёрдых сплавов на оборонном заводе № 632 МПСС в Москве.

В мае 1942 г. сдал экстерном экзамены за 10-й класс в Учебно-консультативном центре Москвы. Затем без отрыва от работы на заводе учился на заочном отделении физического факультета МГУ. Закончив три курса факультета, в 1944 году поступил на очное геофизическое отделение геологического факультета МГУ, которое окончил с отличием по кафедре кристаллографии и кристаллохимии в 1949 г. и был оставлен в аспирантуре этой кафедры.

На выбор научной специальности оказали влияние лекции профессора Г. Б. Бокия, профессора А. И. Китайгородского и, в особенности, курс лекций по всем разделам кристаллографии (геометрической, физической и химической) академика А. В. Шубникова, под руководством которого были написаны дипломная и диссертационная работы.

В 1953 году был зачислен на физический факультет МГУ, где в качестве ближайшего ученика и помощника А. В. Шубникова проделал большую работу по организации новой кафедры кристаллографии и кристаллофизики (в дальнейшем называемой кафедрой физики кристаллов), последовательно работая в должностях ассистента по оборудованию, младшего научного сотрудника, доцента и профессора. С 1968 по 1974 Владимир Александрович исполнял обязанности заведующего кафедрой физики кристаллов.
В 1953 году защитил кандидатскую, а в 1963 году — докторскую диссертацию.

В 1966 году присвоено звание профессора кафедры физики кристаллов физического факультета МГУ.

Умер 2 апреля 2005 года.

### Научная деятельность
Область научных исследований: теоретическая кристаллофизика, теория обобщенной (цветной) симметрии и её физические приложения, теория структурных фазовых переходов, теория реальных кристаллов.

### Краткая характеристика основных результатов
Обобщение известного принципа Неймана-Кюри, связывающего симметрию с физикой, до принципа Кюри-Шубникова позволяет более уверенно предсказывать возможные свойства гомогенных физических систем и накладывать абсолютный запрет на свойства, невозможные по соображениям симметрии; разработка теории симметрии для составных систем, связывающей симметрию части с симметрией целого, обеспечивает проведение системного анализа для всего комплекса разрешенных свойств и выделения из него подсистемных свойств; формулировка принципа сохранения абстрактной симметрии для изолированных физических систем позволяет восстанавливать нарушенную при фазовом переходе симметрию системы на другом уровне её структурной самоорганизации и тем самым открывать и исследовать новые свойства физических систем в терминах обобщенных групп; разработка обобщенной теории симметрии, основанной на конструкции сплетения групп внешней (глобальной) симметрии системы с группами внутренних (локальных) симметрий её частей (структурных элементов) открывает новый эффективный путь исследования структуры и свойств материальных систем с учётом дефектов их внутреннего строения (реальные кристаллы, квазикристаллы, несоразмерно модулированные фазы).

Автор более 300 опубликованных научных работ, в том числе четырёх монографий.

### Общественная деятельность
Член специализированных советов по защите кандидатских и докторских диссертаций по специальностям «физика твердого тела» и «кристаллография», «физика кристаллов» в Институте кристаллографии АН СССР (1963) и на отделении физики твердого тела физического факультета МГУ (1956), член координационных советов РАН по физике диэлектриков и сегнетоэлектриков и по образованию, структуре и физическим свойствам кристаллов (1958), член Совета Международного симметрологического общества (Венгрия, 1989), член спецкомитета по номенклатуре п-мерной кристаллографии Международного союза кристаллографов (1990), член Российского физического общества (1990); член редколлегии журнала «Кристаллография» (1958), член редколлегии международного журнала «Симметрия: культура и наука» (Венгрия, 1989). 

Являлся членом Комиссии по Интернациональным кристаллографическим таблицам Международного союза кристаллографов (1963—1983 гг).

Читал оригинальные спецкурсы: «Основы кристаллофизики», «Принципы физики твердого тела», «Теоретико-групповые и тензорные методы в физике твердого тела», «Физика кристаллов с дефектами», «Теория структурных фазовых переходов» для студентов кафедры физики кристаллов, студентов отделения физики твердого тела и слушателей ФПК. 

Под его руководством защищено 27 кандидатских диссертаций.

## Награды
- Медаль «За оборону Москвы» (1945)
- Медаль «За доблестный труд в Великой Отечественной войне 1941—1945 гг.» (1946)
- Медаль «В ознаменование 100-летия со дня рождения Владимира Ильича Ленина» (1970)
- Юбилейная медаль «Тридцать лет Победы в Великой Отечественной войне 1941—1945 гг.» (1975)
- Медаль «Ветеран труда» (1984).
- Премия имени Е. С. Фёдорова (1973)
- Юбилейный значок «225 лет МГУ» (1980)
- Почетное звание «Заслуженный профессор МГУ» (1996)
- Заслуженный деятель науки Российской Федерации (1999)